# Ilha Mills
Ilha Mills é uma ilha desabitada na Baía de Chincoteague. A ilha está dentro das fronteiras do condado de Worcester, no estado norte-americano de Maryland. A menor  Ilha Assacorkin fica ao norte da costa norte da ilha.